# Nevados de Sollipulli
Los Nevados de Sollipulli son un cordón de montañoso situado en la Región de La Araucanía .: 850 
Presentan grandes cantidades de piedra pómez que cubren casi todos los cerros vecinos al paso de Llaima y una corriente de lava al NE, que ha dado lugar a la formación del salto y de la laguna de Carilafquén; se levantan al sur de la parte superior del valle de Allipén. Correspondería al volcán Questrodugun de los antiguos mapas.